# Verhnyij Uszlon-i járás

A Verhnyij Uszlon-i járás Tatárföldön

A Verhnyij Uszlon-i járás (oroszul Верхнеуслонский район, tatárul Югары Ослан районы) Oroszország egyik járása Tatárföldön. Székhelye Verhnyij Uszlon.

## Népesség
- 1989-ben 19 894 lakosa volt.
- 2002-ben 17 957 lakosa volt.
- 2010-ben 16 641 lakosa volt, melyből 10 952 tatár, 4 148 orosz, 1 032 csuvas, 49 ukrán, 37 mari, 27 mordvin, 15 udmurt, 11 baskír.